# Ifigenia w Taurydzie (obraz Heinricha Gärtnera)
Ifigenia w Taurydzie – obraz niemieckiego malarza Heinricha Gärtnera z roku 1893 znajdujący się w auli budynku I Liceum Ogólnokształcące im. Adama Mickiewicza w Olsztynie.
Obraz został umieszczony na ścianie auli I LO w Olsztynie w 1894 roku i wisi do dziś, mimo iż w czasie II wojny światowej został w kilku miejscach przestrzelony. W 1989 roku obraz został oficjalnie wpisany na listę Krajowego Rejestru Zabytków. Dzieło formatu ok. 300 × 500 cm namalowane jest techniką olejną na płótnie. Tematyka zaczerpnięta jest z mitologii greckiej oraz nawiązuje do tragedii napisanej przez Eurypidesa i Johanna Wolfganga Goethego pod tym samym tytułem.

## Opis
Ifigenia, córka Agamemnona i Klitajmestry, stoi przed kamiennymi schodami świątyni w Taurydzie, wpatrzona jest w morze. Ubrana w długą, białą suknię; głowa okryta długim welonem. Na schodach dwie postacie chłopców. Z prawej strony wzgórze porośnięte drzewami, spomiędzy których widać fronton świątyni.  Większą część obrazu zajmuje widok skalistego, porośniętego roślinnością, wybrzeża morskiego. Nad wodą szeroki pas jasnego nieba z białymi obłokami, z kluczem lecących ptaków.
W tonacji kolorystycznej obrazu przeważają rozbielone błękity, szarości, ugry z różem oraz zieleń. Obraz oprawiony w szeroką, złoconą ramę podrzeźbianą w liście akantu.